# Carles Bestit i Carcassona
Carles Bestit i Carcasona (Barcelona, 8 de maig del 1936 - Barcelona, 9 de setembre del 1993) va ser cap dels Serveis Mèdics del Futbol Club Barcelona i una de les màximes autoritats en Medicina Esportiva a nivell internacional. També va treballar com a metge als Jocs Olímpics d'Estiu de 1972 a Múnic i a la Copa Davis com a metge de la Federació Espanyola de Tennis.

## Biografia[calcitació]
Carles Bestit nasqué a Barcelona el 8 de maig de 1936, fill de l'exjugador del FC Barcelona Carles Bestit i Martínez, que va estar a l'equip blaugrana des de 1929 al 1934, i que també va jugar en les plantilles del CE Europa, del Girona FC i la Selecció Catalana de futbol.
Carles Bestit Carcasona es llicencià en medicina i cirurgia a la Facultat de Medicina i Ciències de la Salut de la Universitat de Barcelona i es va especialitzar en Medicina interna. A inicis dels anys 60 es va especialitzar en Medicina esportiva a Alemanya, formant-se i adquirint experiència mèdica com a col·laborador dels professors Reindell i Rossmann a la Facultat de Medicina de Friburg i més endavant també col·laborant amb el professor Mellerowicz a Berlín. A partir del 1966 va estar molt vinculat amb el centre mèdic-esportiu de la Residència Blume de Barcelona, exercint de responsable mèdic. El novembre de 1971 començà a treballar al Leistungszentrum Berlin. Fou designat membre del quadre mèdic alemany que acudí als Jocs Olímpics de Múnic encarregat de les revisions dels atletes i col·laborant amb Grup Mèdic Alemany de Investigació.
Al 1972 el Doctor Bestit fundà els Serveis Mèdics del FC Barcelona, que va dirigir durant més de 20 anys. Tot i el seu caràcter discret, va esdevenir una institució en l'entitat, amb renom a tot Europa, un pioner en el camp de la Medicina Esportiva, impulsor de moltes iniciatives i amant de la investigació en tots els seus àmbits.
Va exercir de metge de la Reial Federació Espanyola de Tennis, per la qual cosa es requeria la seva presència en la Copa Davis. A més va ser metge de la Federació Catalana de Futbol, així com de la Fundació Sardà Farriol de lluita contra la diabetis.
Carles Bestit va morir el 9 de setembre de 1993, a l'edat de 57 anys, a l'Hospital del Sagrat Cor de Barcelona víctima d'un càncer. Estava casat amb Irmgard Eickermann i va tenir sis fills. Era germà del també metge Lluís Bestit, exwaterpolista i dirigent esportiu en l'àmbit de la natació i de Josep Bestit, exnedador internacional i pintor realista de l'escola catalana.

### Metge del FC Barcelona
El setembre de 1972 va entrar al FC Barcelona per a dirigir el centre de medicina esportiva que tenia previst crear la junta que presidia Agustí Montal i Costa. Es va acordar que la incorporació del Doctor Bestit s'efectuaria després dels Jocs Olímpics de Múnic, si bé el president Montal ja va requerir la presència de Bestit al costat d'ell i de l'entrenador Rinus Michels en la foto oficial de la plantilla blaugrana que es va fer el 31 de juliol al Camp Nou.
El Doctor Carles Bestit fundà els Serveis Mèdics del Club des d'una nova perspectiva, la Medicina de l'esport, estudiant tot el què pot influir en el rendiment dels futbolistes i anticipant mesures preventives. Es va fixar com a objectiu principal dels Serveis Mèdics el mantenir el perfecte estat físic i la motivació dels jugadors, i no només el tractament de lesions. Això va distingir el FC Barcelona situant-lo en aquest aspecte molt per davant de la resta de clubs de la Lliga espanyola, que van anar incorporant metges de l'esport molts anys després. El doctor Bestit va comptar amb la col·laboració de doctors com Miquel Albanell i Josep Borrell entre d'altres.
Carles Bestit fou el director i principal impulsor de las Jornades Mèdiques del FC Barcelona, que van aconseguir un gran ressò en el món de la Medicina Esportiva i van situar el Club com un referent pioner en aquest àmbit. Cal destacar que va ser fundador de l'Associació Europea de Metges d'Equips de Futbol, en el marc de les III Jornades Mèdiques que el Doctor Bestit va organitzar a Barcelona del 3 al 5 de desembre de 1987 en col·laboració amb l'Institut ASEPEYO.

## Publicacions
El Doctor Bestit supervisà els tres volums de “Medicina y Deporte” publicats per l'editorial Industrial Farmacéutica Española entre 1975 i 1976, i fou un dels fundadors de la revista especialitzada “Science and Football”.